# Ананьев, Иван Фёдорович
Ива́н Фёдорович Ана́ньев (апрель 1910 — 20 ноября 1944) — советский солдат, участник Польского похода РККА, Советско-финской и Великой Отечественной войн. В годы Великой Отечественной войны — пулемётчик 572-го стрелкового Бухарестского полка (233-й стрелковой дивизии, 75-го стрелкового корпуса, 57-й армии, 3-го Украинского фронта). Герой Советского Союза (24.03.1945; посмертно), красноармеец.

## Биография
Родился в апреле 1910 года в семье рабочего. По национальности украинец. Член ВКП(б) с 1944 года. Получил начальное образование. Работал на железнодорожной станции.
В рядах Красной Армии в 1930—1933, 1939—1940 и с 1943 года. Участник Польского похода РККА 1939 года и Советско-финской войны 1939—1940 годов.
На фронтах Великой Отечественной войны с 1943 года. В должности пулемётчика стрелкового полка красноармеец Ананьев особо отличился при захвате плацдарма на правом берегу Дуная в районе города Батина в Югославии. Принимая участие в боях по отражению вражеских контратак 12 и 13 ноября 1944 года им было уничтожено большое количество живой силы противника. 19 ноября в ходе наступления лично подавил вражеский пулемёт и способствовал продвижению войск и овладению ими важной высотой. 20 ноября 1944 года при отражении очередной контратаки погиб.
Указом Президиума Верховного Совета СССР от 24 марта 1945 года
за образцовое выполнение боевых заданий Командования на фронте борьбы с немецкими захватчиками и проявленные при этом отвагу и геройство

красноармейцу Ананьеву Ивану Фёдоровичу посмертно присвоено звание Героя Советского Союза.

## Награды
- Медаль «Золотая Звезда» Героя Советского Союза
- Орден Ленина
- Орден Славы III степени
- Медаль